# Klapa
La klapa est un chœur de chant a cappella, traditionnellement masculin, répandu en Croatie. Traduit littéralement, le mot Klapa signifie un « groupe de gens ». « La klapa, chant à plusieurs voix de Dalmatie, Croatie méridionale » a été inscrite en 2012 par l'UNESCO sur
la liste représentative du patrimoine culturel immatériel de l'humanité.

## Forme
Cette forme de chant a ses racines dans le chant d'église du littoral croate. Les chansons célèbrent, en général, l'amour, le vin, la patrie et la mer. Les principaux traits de caractère de ce type de chant sont l'harmonie et la mélodie ; le rythme est très rarement rapide. 
Une klapa consiste en : un premier ténor, un second ténor, un baryton et une basse. Il est possible de doubler toutes les voix sauf le premier ténor. Bien que la klapa soit une forme de chant a cappella, il est occasionnellement possible de l'accompagner d'une guitare et d'une mandoline.